# Fabienne Thibeault
Pour les articles homonymes, voir Thibeault.
Fabienne Thibeault, née le 17 juin 1952 à Montréal (Québec), est une auteure-compositrice-interprète canadienne du Québec, naturalisée française. Elle est connue pour son rôle comme chanteuse dans l’opéra-rock Starmania et aussi pour la promotion du terroir français (notamment pour la vache vosgienne et les vins de Givry en Bourgogne). Elle est faite officier du Mérite agricole en 2006 et chevalier de la Légion d'honneur en 2010.

## Biographie

### Jeunesse
Fabienne Thibeault naît en 1952, fille d'un maçon et petite-fille de cultivateurs.

### Années 1970
Elle participe en 1972 au Festival international de la chanson de Granby, où elle se classe troisième, puis remporte finalement le premier prix à ce même concours deux ans plus tard. Elle obtient également un grand succès lors de sa participation, au Chant'août de Québec, en 1975, où le public découvre sa voix.
Elle chante alors avec Plume Latraverse (Le gros flash mauve sur Plume pou digne), Sylvain Lelièvre (Old Orchard) et, sur scène, les chansons de Gilles Vigneault et de Clémence DesRochers.
En 1976, elle signe un contrat avec Kébec-Disque et fait paraître un premier album (qui inclut la chanson Chez nous), disque rapidement suivi par deux autres microsillons lancés en 1977 (dont l’album Au doux milieu de nous en hommage à Gilles Vigneault). Fabienne connaît le succès avec les titres suivants : Délire en fièvre, Rue Saint-Denis, Ah ! Que l'hiver, Neiges et L'errante.
Le parolier Luc Plamondon la remarque et lui offre de tenir le rôle de Marie-Jeanne dans son opéra-rock Starmania (sur des musiques du compositeur Michel Berger).
C’est cette année-là, en 1978, que Fabienne Thibeault fait ses débuts en Europe. Le succès des chansons Le Monde est stone, Un garçon pas comme les autres, Les Uns contre les autres et La Complainte de la serveuse automate est immédiat, et place Fabienne Thibeault au rang des artistes les plus populaires de la francophonie.
Elle chante aussi la chanson-thème du film À nous deux sur une musique de Francis Lai en 1979.
Après Starmania où elle interprète le rôle de Marie-Jeanne, une serveuse automate, Fabienne Thibeault enregistre une série d’albums entre 1980 et 1983 et connaît des succès avec les titres suivants : Secrétaire de star, Conversation téléphonique, Bon voyage, Le Goût du miel, Je voudrais faire cette chanson (en duo avec Yves Duteil), J'irai jamais sur ton island, Je suis née ce matin, Confidences, Le blues à Fabienne et, surtout, Ma mère chantait.
Elle chante aussi des chansons du répertoire de Jacques Brel (Voir un ami pleurer), Clémence DesRochers (La vie d’factrie), Mouloudji (Un jour tu verras) et Charles Trenet (L'Âme des poètes).

### Années 1980
Fabienne Thibeault collabore alors avec plusieurs auteurs et compositeurs, dont Luc Plamondon, Daniel Balavoine, Alain Boublil, André Gagnon, François Cousineau, Jean Musy et Laurence Matalon, en plus d'écrire elle-même quelques textes (Je veux qu'on m'aime et Histoire d'amour).
Fabienne crée sa propre compagnie de disques en 1983, Les Disques Béluga, et lance l’album Cœur voyageur (avec Les filles comme moi et Le cœur voyageur en extraits), ainsi que deux disques de chansons traditionnelles québécoises, tirées des Cahiers de la bonne chanson de Charles-Émile Gadbois, intitulés Les Chants aimés.
Le public se laisse bercer par les chansons Partons, la mer est belle et Noël pendant que l’artiste demeure populaire sur scène tant à Paris (Théâtre de la Ville, Bobino) qu’ailleurs en France, puis en Belgique, en Suisse et au Québec (Place des Arts de Montréal). Elle obtient de nombreuses distinctions, dont quelques prix Félix à l’ADISQ.
Fabienne Thibeault, de plus en plus populaire en France, choisit de s’y établir en 1985. Elle chante d'abord en duo avec Henri Salvador sur son album Henri, paru en 1985, la chanson Moi j'prends mon temps et chante ensuite avec Richard Cocciante la chanson Question de feeling qui devient un succès,,. Elle revient en force en 1987 avec Chaleur humaine.
En 1988, elle interprète la chanson du générique de la saga de l'été sur TF1 : Le Vent des moissons.

### Années 1990
Après un temps d'arrêt au début des années 1990, Fabienne Thibeault lance une compilation double regroupant tous ses succès en 1992, puis sort un album-concept la même année, intitulé Sur ma voie.
Par la suite, la chanteuse travaille à faire connaître davantage les chansons québécoises aux Français[source secondaire souhaitée] (albums Québécoise de 1998 et Made in Québec de 2004). Elle écrit et compose avec son conjoint de l'époque, le saxophoniste Jean-Pierre Debarbat, des contes et des disques racontant l’histoire des régions de la Touraine et de la Loire (Martin de Touraine, Au pays des six rivières).
Au milieu des années 1990, Fabienne Thibeault participe régulièrement à l'émission Les Grosses Têtes de Philippe Bouvard, aussi bien à la radio qu'à la télévision.

### Années 2000
Fabienne Thibeault publie ensuite le livre Mincir et s’intéresse à la vie rurale de sa région de France[Laquelle ?]. Elle est d’ailleurs nommée en 2004 Chevalier du Mérite agricole Français, puis Officier du même ordre en 2006, et reçoit la prestigieuse[non neutre] médaille des mains du ministre français de l'Agriculture en début d'année 2006.
En janvier 2008, elle obtient la nationalité française, qui lui est remise par le Claude Baland, alors préfet de Seine-Saint-Denis.
Elle a aussi écrit une « comédie musicale des terroirs » en huit albums intitulée Notre Terre, et continue de donner des spectacles pour en faire la promotion[source secondaire souhaitée].
Pendant la saison 2009-2010, elle est l'une des têtes d'affiche de la tournée Âge tendre et Têtes de bois saison 4.

### Années 2010
En 2013, Fabienne Thibeault rejoint le collectif d'artistes Les grandes voix des comédies musicales chantent pour les enfants hospitalisés aux côtés notamment de Renaud Hantson, Mikelangelo Loconte et Lââm pour le simple Un faux départ.
Au printemps 2019, l'artiste réédite ses onze premiers albums, ceux parus entre 1976 et 1985, sous forme de CD.

### Années 2020
Le 8 avril 2022, Fabienne Thibeault s'engage auprès de l'association Victimes du Covid-19 et de son président Lionel Petitpas pour soutenir la demande d'une journée de deuil national, afin d'honorer la mémoire des morts du virus. Elle interprète la chanson caritative Jamais le temps n’effacera, écrite et composée par Ciramarios avec le Collectif du souvenir : Daniel Lévi, Gilles Dreu, Pierre Billon, Alain Turban, David Alexandre Winter et la chorale le Chœur des Polysons. Un clip est réalisé avec tous les artistes. Les bénéfices du titre distribué par Universal Music Group), dont le dessin de la pochette a été réalisé par des jeunes handicapés de Montigny-Lès-Cormeilles, sont destinés à la construction d'un mémorial.
En 2023, elle fait partie de la distribution du film Lave. Lors d'une journée de tournage, elle ressent des douleurs à la poitrine et est transportée au CHU de Clermont-Ferrand où elle sera opérée à cœur ouvert avec succès.
En mars 2024, elle sort un album inédit intitulé Autour de Fabienne. En tant qu'auteure des textes, elle réunit sur des musiques de Ciramarios plusieurs artistes, notamment Stone, Ahmed Mouici, Pierre Billon, Jonatan Cerrada, Zize Dupanier, Kiona The Voice, Sophie Darel.

## Vie privée
Depuis 2015, Fabienne Thibeault est l'épouse de Christian Montagnac. Thibeault et Montagnac se sont rencontrés lors de la tournée Âge tendre et Têtes de bois, alors qu'elle était l'une des têtes d'affiche et lui était régisseur pour le groupe La Compagnie créole. En 2015, le couple s'est marié à Castelnaud-la-Chapelle.

## Discographie

### Albums
- 1976 : De laine et de bois (Kébec-Disque)
- 1977 : La Vie d'astheure (Kébec-Disque)
- 1977 : Au doux milieu de nous – Fabienne Thibeault chante Gilles Vigneault (Kébec-Disque)
- 1978 : Starmania (opéra rock mettant Fabienne Thibeault en vedette) (Kébec Frog)
- 1980 : Conversations (Kébec-Disque)
- 1981 : Fabienne Thibeault – Je suis née ce matin (Kébec-Disque)
- 1982 : Le Blues à Fabienne (Kébec-Disque)
- 1982 : Les Chants aimés, Vol. 1 (Kébec-Disque)
- 1983 : Cœur voyageur (Les Disques Béluga)
- 1984 : Les Chants aimés, Vol. 2 (Les Disques Béluga)
- 1992 : Sur ma voie (en duo avec Jean-Pierre Debarbat) (PRO-Music)
- 1996 : Martin de Touraine (En duo avec Jean-Pierre Debarbat) (Disques Vinci)
- 1998 : Québécoise (Guy Cloutier Communications)
- 2000 : Partage (Musisoft)
- 2004 : Made in Québec (Sony Musique)
- 2006 : Notre terre (En duo avec Jean-Pierre Debarbat) (Huit CD)

### Compilations
- 1980 : Profil, Vol. 1 (Kébec-Disque)
- 1981 : Les Plus Belles Chansons de Fabienne Thibeault (Warner Brothers)
- 1985 : Profil, Vol. 2 (Kébec-Disque)
- 1987 : Chaleur humaine (WEA - Warner)
- 1992 : Les Plus Belles Chansons – Compilation double (Les Disques Béluga)
- 2002 : Sélection « talents » (Warner Music France)
- 2017 : L'Essentiel - 2CD (EGT Mastersun / Wagram Music)

### Chansons parues sur 45 tours seulement
- 1981 : Prix d'amis (Warner Brothers / WEA Filipacchi Music)
- 1985 : Faut que j't'oublie et Une amie comme toi (Warner / Chappell / WEA Filipacchi Music)
- 1987 : Enlève-moi, face B du 45 tours Chaleur humaine (Warner / WEA Music)
- 1991 : Fais-moi danser et Tendresses multiformes (en duo avec Jean-Pierre Debarbat) (JMS)

## Participations à d'autres albums
- 1974 : Plume Latraverse, Plume pou digne (Deram) – Le Gros Flash mauve
- 1975 : Sylvain Lelièvre, Petit Matin (Disques Le Nordet) – Old Orchard
- 1976 : Sylvain Lelièvre, Programme double (Disques Presqu'île) – Programme double et Chanson de Pierrot
- 1976 : Clan Murphy, Le Cœur et la raison (Polydor) – La moisson
- 1979 : Francis Lai, Trame sonore du film À nous deux (Deram) – À nous deux
- 1980 : Je vous entends chanter – Collectif d’artistes en hommage à Gilles Vigneault (Kébec-Disque)
- 1983 : AbbaCadaBra, Conte musical sur des musiques d'ABBA (WEA – Warner) – Délivrés et Imagine-toi
- 1983 : Yves Duteil, En concert à l'Olympia (Kébec-Disque) – Je voudrais faire cette chanson
- 1984 : Ma première chanson – Conte musical (Disques Girafe) – La larme
- 1985 : Chanteurs sans frontières – Collectif français pour l’Éthiopie (Pathé Marconi)
- 1985 : Henri Salvador, Henri (EMI - Pathé Marconi) - Moi j'prends mon temps
- 1986 : Richard Cocciante, L'homme qui vole (Virgin) – Question de feeling
- 1986 : Bach et bottine, trame sonore du film (Disques Audiogram) – Fais-moi voir en duo avec Michel Rivard et Pourquoi ne pas parler d’amour?
- 1986 : La Fugue du Petit Poucet – Conte musical pour enfants (Éditions du Petit Matin) – D'accord, d'accord
- 1995 : Luc Plamondon. Les Grandes Chansons – Collectif d’artistes en hommage à Luc Plamondon (Productions Guy Cloutier) – Ma mère chantait et Question de feeling en duo avec Richard Cocciante
- 1996 : Collection Atlas - Collectif d’artistes en hommage à la chanson francophone (Éditions Atlas Paris) – Plusieurs titres, dont Les Parapluies de Cherbourg, Le Lac Majeur et Si maman si
- 2003 : Ils chantent Michel Berger – Collectif d’artistes en hommage à Michel Berger (Warner Music France) – Le Monde est stone

## Livres
- Mincir, 1997, Éditions Michel Lafon.
- La fille du Saint-Laurent, 2010, Édition du Moment.
- Mon Starmania, éd. Pygmalion, février 2019.

## Lauréats et nominations

### Gala de l'ADISQ
| Année | Catégorie                                    | Pour                                         | Résultat   |
| ----- | -------------------------------------------- | -------------------------------------------- | ---------- |
| 1979  | découverte de l'année                        | Fabienne Thibeault                           | lauréat    |
| 1979  | disque de l'année / coproduction             | Starmania (avec la troupe Starmania)         | lauréat    |
| 1979  | interprète féminine de l'année               | Fabienne Thibeault                           | lauréat    |
| 1980  | interprète féminine de l'année               | Fabienne Thibeault                           | nomination |
| 1980  | microsillon de l'année - populaire           | Conversations                                | nomination |
| 1981  | artiste s'étant le plus illustré hors-Québec | Fabienne Thibeault                           | nomination |
| 1981  | chanson de l'année                           | Le Goût du miel (avec Patrick Lemaître)      | nomination |
| 1981  | interprète féminine de l'année               | Fabienne Thibeault                           | nomination |
| 1981  | microsillon de l'année                       | Fabienne Thibeault                           | nomination |
| 1981  | microsillon de l'année - populaire           | Fabienne Thibeault                           | lauréat    |
| 1982  | artiste s'étant le plus illustré hors-Québec | Fabienne Thibeault                           | nomination |
| 1982  | interprète féminine de l'année               | Fabienne Thibeault                           | nomination |
| 1982  | microsillon de l'année                       | Le blues à Fabienne                          | nomination |
| 1982  | microsillon de l'année - populaire           | Le blues à Fabienne                          | nomination |
| 1983  | artiste s'étant le plus illustré hors-Québec | Fabienne Thibeault                           | nomination |
| 1983  | microsillon de l'année - populaire           | Les chants aimés                             | nomination |
| 1984  | microsillon de l'année - populaire           | Cœur voyageur                                | nomination |
| 1986  | chanson de l'année                           | Question de feeling (avec Richard Cocciante) | nomination |

### Décorations
- Chevalier de la Légion d'honneur (2010)[22]
- Commandeur de l'ordre du Mérite agricole (2015)[23]
  - Officier en 2006[24]
  - Chevalier en 2004